# 田口香織
田口 香織（たぐち かおり、11月3日）は、日本の女性声優。東京都出身。A&Gアカデミー1期生。
以前は三木プロダクションに所属していた。

## 出演作品

### テレビアニメ
2015年
- だんちがい（うずまき、買い物客A）
- 不思議なソメラちゃん（レポーター）

2016年
- おじさんとマシュマロ（向井、子供たち）

### ゲーム
2013年
- アトランティカ
- アラド戦記
- 究極告白少女（渡辺知絵）
- クロストライブ（エスティ・ラプラス）

### ラジオ
- 超!A&Gミュージック+TV木曜日（超!A&G+：2009年10月 - 2010年3月）

### ドラマCD
- 武将学園〜弐陣〜（2011年）

## ディスコグラフィ

### キャラクターソング
| 発売日       | 商品名                                     | 歌                                 | 楽曲     | 備考                                                   |
| ------------ | ------------------------------------------ | ---------------------------------- | -------- | ------------------------------------------------------ |
| 2016年3月9日 | おじさんとマシュマロ Song Collection Vol.1 | 向井（田口香織）、町田（木下鈴奈） | 「yell」 | テレビアニメ『おじさんとマシュマロ』エンディングテーマ |

## ユニット
- 芝浦女学院